# Nachtkerzen
Die Nachtkerzen (Oenothera) sind eine Pflanzengattung innerhalb der Familie der Nachtkerzengewächse (Onagraceae). Die 120 bis 200 Arten sind ursprünglich in gemäßigten bis tropischen Gebieten in der Neuen Welt verbreitet. Bereits im 17. Jahrhundert wurden einige Arten als Zierpflanzen nach Europa eingeführt. Sie verwilderten und sind seitdem als Neophyten oder neu entstandene Arten und Formen Bestandteil der mitteleuropäischen Flora. Diese entstehen überwiegend durch eine gattungsspezifische Hybridisierung spezieller Ringchromosomen.

## Beschreibung

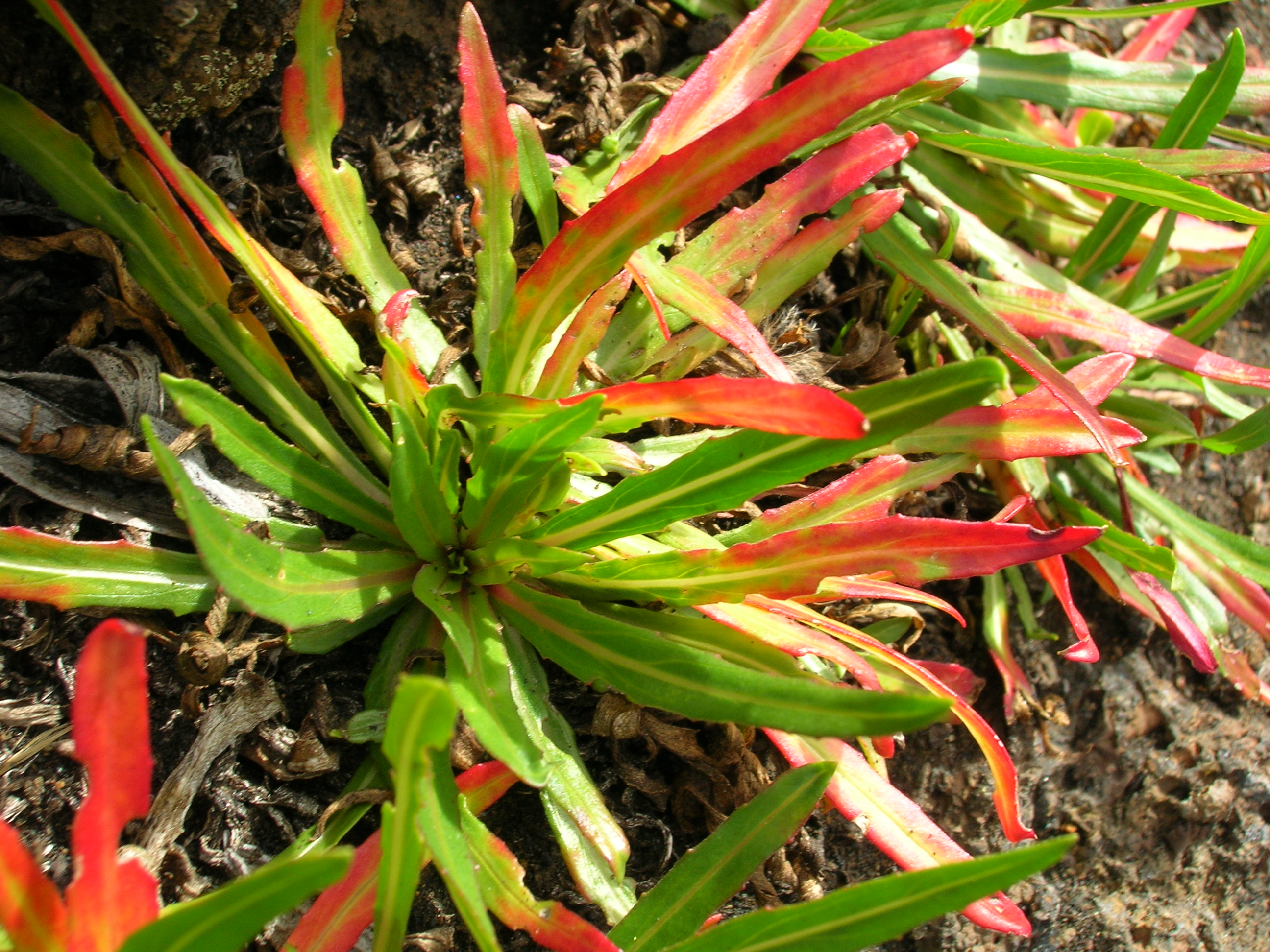
Rosettenartiger Habitus vor der Bildung des Blütenstandes von Oenothera stricta subsp. stricta

### Vegetative Merkmale
Nachtkerzen-Arten sind ein-, zweijährige und ausdauernde krautige Pflanzen. Einige Arten bilden Rhizome als Überdauerungsorgane sowie  Ausläufer und Kriechtriebe zur Nahverbreitung. Viele Arten bilden Pfahlwurzeln. Die langen, ungeteilten Laubblätter stehen in einer grundständigen Rosette oder wechselständig und spiralig am Stängel verteilt. Der Blattrand ist glatt bis gelappt. Nebenblätter fehlen.

### Generative Merkmale

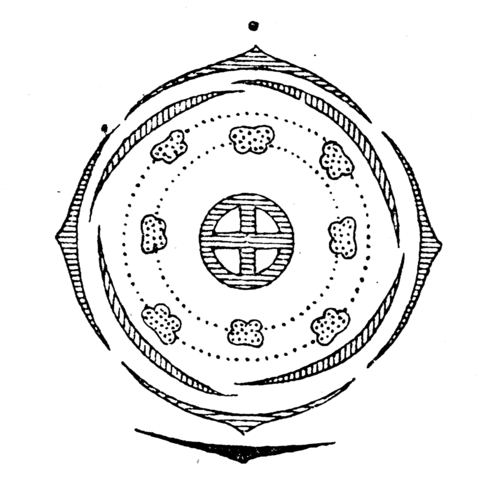
Blütendiagramm von Oenothera

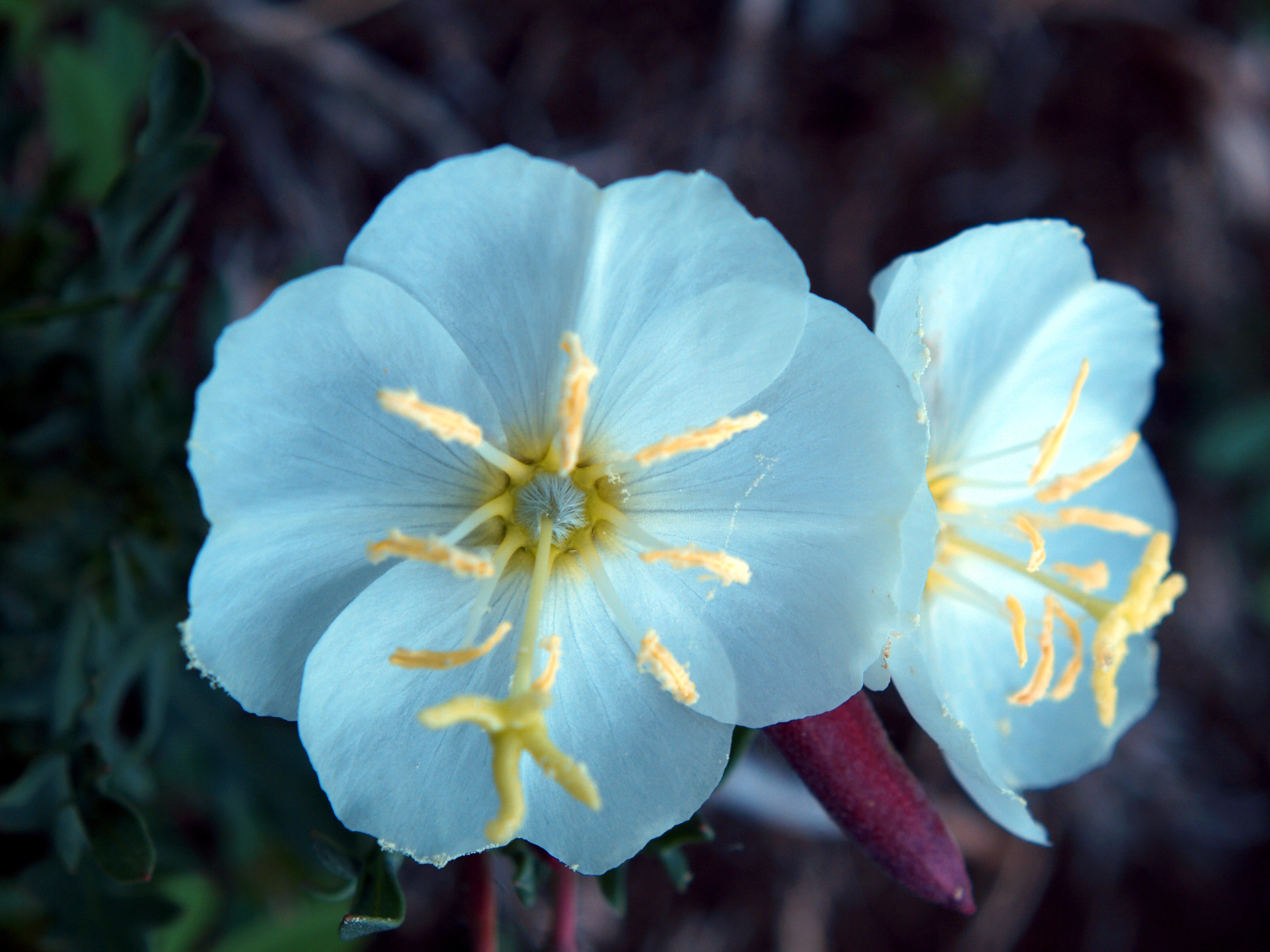
Blüten von Oenothera albicaulis

Die Blüten stehen einzeln in den Blattachseln oder in unterschiedlich aufgebauten Blütenständen zusammen. Die zwittrigen Blüten sind radiärsymmetrisch und vierzählig mit doppelter Blütenhülle (Perianth). Es ist ein langer, röhriger Blütenbecher ausgebildet. Die vier grünen bis gelblichen Kelchblätter besitzen oft eine rote oder purpurfarbene Zeichnung. Die vier freien Kronblätter sind weiß, gelb oder rosa- bis purpurfarben. Es sind zwei Kreise mit je vier Staubblättern vorhanden. Die vier Fruchtblätter sind zu einem unterständigen, vierfächerigen Fruchtknoten verwachsen, der viele Samenanlagen enthält. Die Narbe ist vierlappig.
Es werden gestielte oder ungestielte Kapselfrüchte mit vielen Samen gebildet.
An Chromosomenzahlen wurden 2n = 14, 28, 42 und 56 gefunden.

## Ökologie

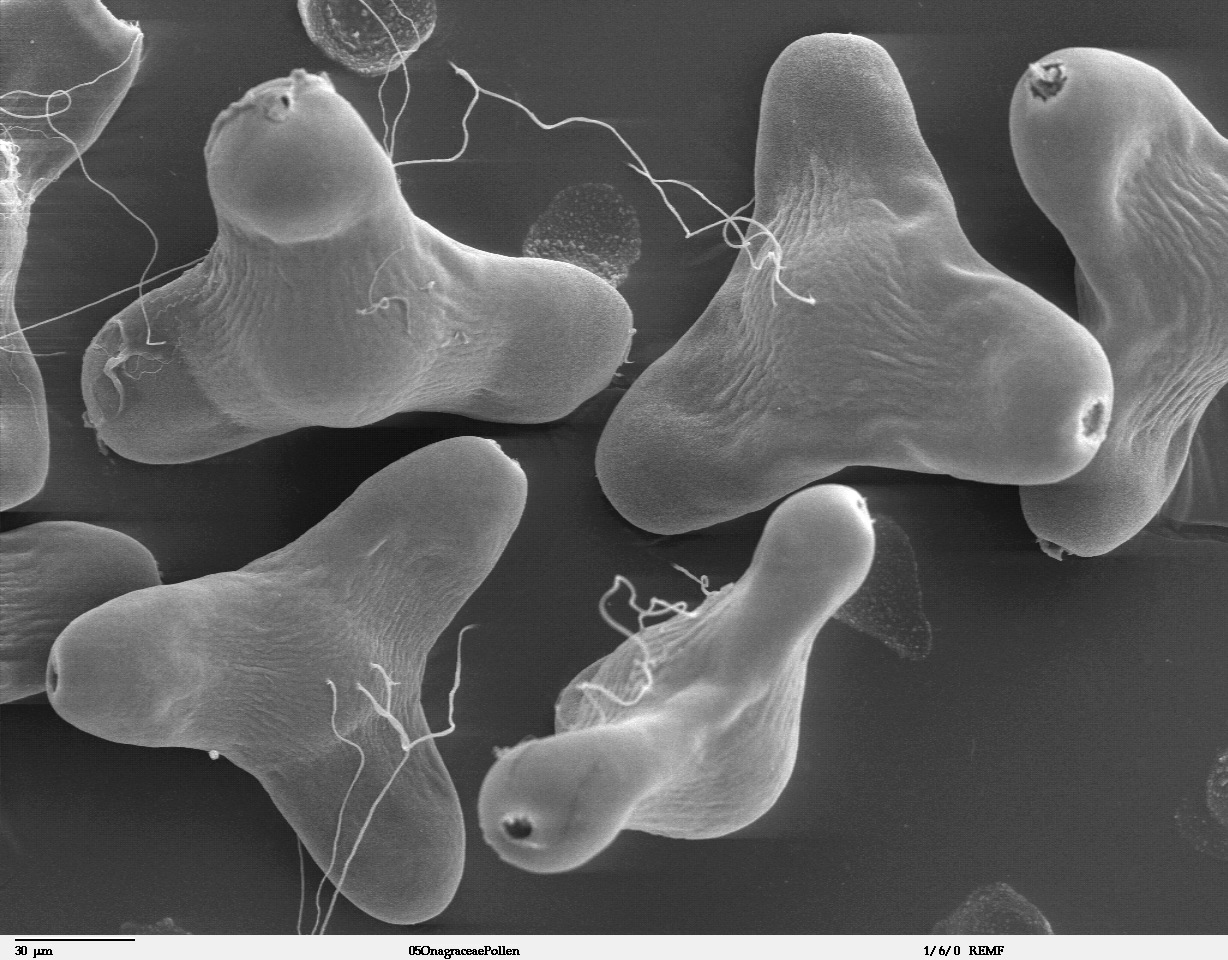
Pollen von Oenothera fruticosa

Die meisten Arten werden überwiegend durch Insekten bestäubt. Der Nektar in den unterständigen Blütenröhren kann nur von langrüsseligen Insekten erreicht werden, Nektarräuber beißen die Röhren aber einfach auf. Besonders häufig finden sich an den Blüten Vertreter der Schwärmer (Schmetterling) ein, welche sich auch bei sehr naher Beobachtung durch Menschen kaum von der Nektaraufnahme stören lassen.
So lassen sich beispielsweise das Taubenschwänzchen und der Mittlere Weinschwärmer beobachten, wie sie im Schwirrflug vor den Blüten stehen. Eine Schwärmerart trägt wegen ihrer Vorliebe für den Nektar dieser Pflanzengattung den Namen Nachtkerzenschwärmer.
Das Öffnen der Blüten erfolgt kurz nach Sonnenuntergang innerhalb weniger Minuten in einer fließenden Bewegung. Die Schnelligkeit, mit der das Aufblühen erfolgt, ist bei keiner anderen in Mitteleuropa vorkommenden Pflanze zu beobachten. Die Hauptblütezeit der meisten Arten liegt in den Sommermonaten Juli und August, spät- oder nachblühende Pflanzen finden sich bis zum Frostbeginn.
Eine sich öffnende Blüte ist dabei in der Regel noch geruchlos. Erst nach ca. 20 Minuten bis zu einer halben Stunde wird ihr Duft intensiv süßlich, so dass er von Menschen mitunter als aufdringlich und fast stinkend empfunden wird, jedoch infolge dann von den genannten Insekten besucht werden.
Die Nachtkerzen produzieren Hunderte von Samen pro Blütenrispe. Die Samenkammern öffnen sich, sobald die Pflanze abgestorben ist. Bereits die Erschütterungen durch leichten Wind reichen aus, die Samen zu verteilen.
Die zweijährigen Nachtkerzen-Arten blühen erst im zweiten Jahr. Im ersten Jahr bildet sich eine flach auf dem Boden liegende Blattrosette. Im zweiten Jahr entwickelt sich die Pflanze nach oben und bildet einen oder mehrere Blütenstängel, wovon der endständige bis zu 2 Meter Wuchshöhe erreichen kann.
Nachtkerzen sind als invasive, zweijährige Stauden vielfach und oft dominierend in Ruderal-Gesellschaften entwickelt, die auf trockenen und sonnigen (warmen) Standorten stehen. Es werden aber auch Wiesengesellschaften oder steinige Freistandorte besiedelt. Ohne wiederholte Störung des Bodens werden diese zweijährigen Pflanzen bereits nach wenigen Jahren von ausdauernden Pflanzen verdrängt, so dass die Keimfähigkeit der Samen und das Vorkommen geeigneter Flächen für eine dauerhafte Ansiedlung wichtig sind.

## Systematik und Verbreitung
Der Gattungsname Oenothera wurde 1753 von Carl von Linné in Species Plantarum, 1, S. 346 erstveröffentlicht. Synonyme für Oenothera L. sind: Anogra Spach, Baumannia Spach, Blennoderma Spach, Calylophis Spach orth. var., Calylophus Spach, Galpinsia Britton, Gaura L., Gaurella Small, Gauridium Spach, Gauropsis C.Presl, Gauropsis (Torr. & Frém.) Cockerell, Hartmannia Spach, Kneiffia Spach, Lavauxia Spach, Megapterium Spach, Meriolix Raf. ex Endl., Onagra Mill., Onosuris Raf., Onosurus G.Don orth. var., Pachylophus Spach, Peniophyllum Pennell, Raimannia Rose, Salpingia (Torr. & A.Gray) Raim., Schizocarya Spach, Stenosiphon Spach, Usoricum Lunell, Xylopleurum Spach; einige davon haben heute den Rang von Sektionen oder Untersektionen. Typusart ist Oenothera biennis L.
Als Besonderheit ist zu vermerken, dass durch Komplexe Heterozygotie spontan oder in Kultur Hybriden entstehen, die in der ursprünglichen Heimat der Nachtkerzen nicht vorkommen. Die neu entstandenen Hybriden verhalten sich wie eigenständige Populationen und werden daher als Arten aufgefasst.
Sie stammen ursprünglich aus den gemäßigten Gebieten Nord-, Mittel- und Südamerikas. Das Zentrum der Artenvielfalt ist das südwestliche Nordamerika. Viele Arten sind inzwischen in vielen anderen Ländern eingebürgert.

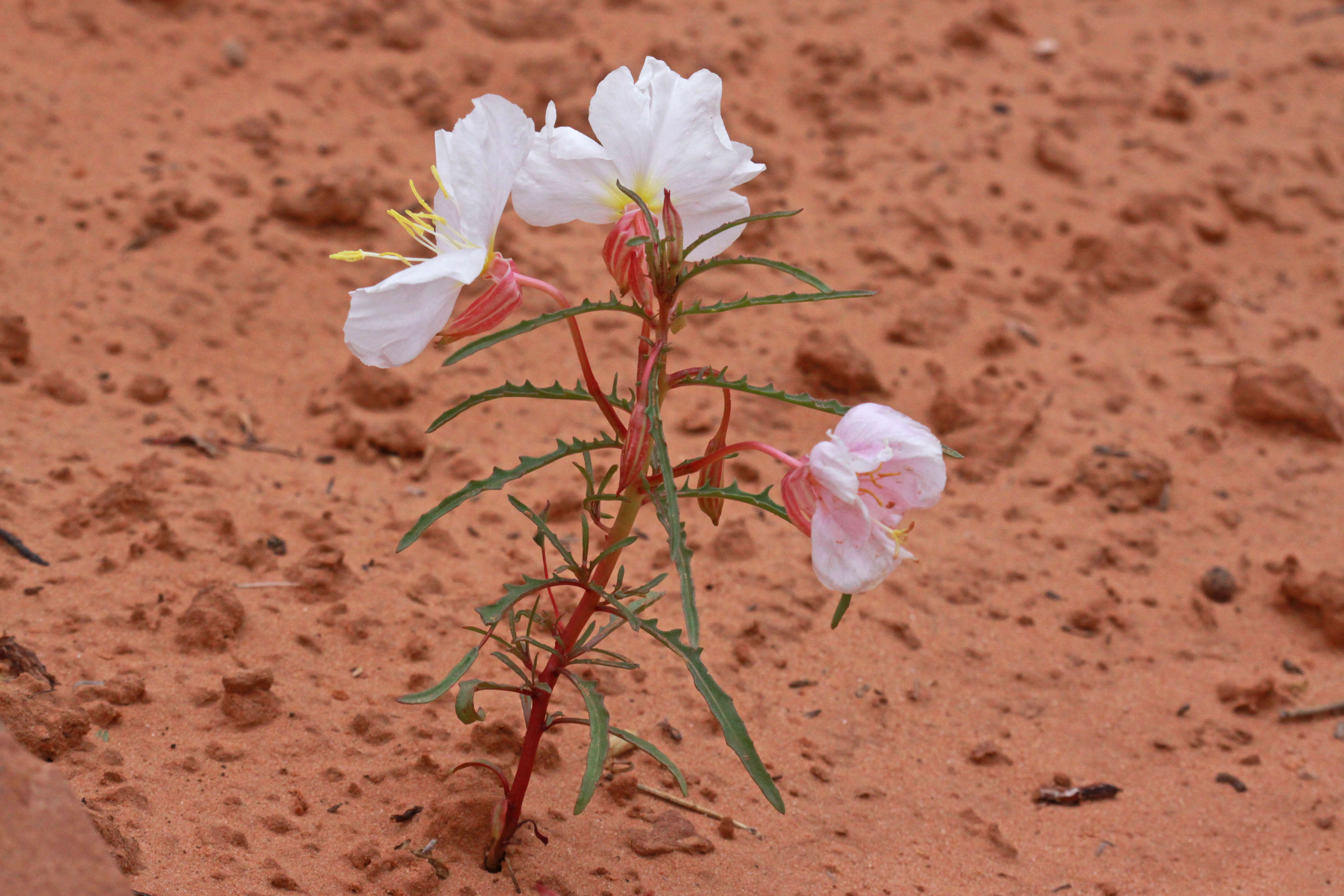
Oenothera albicaulis

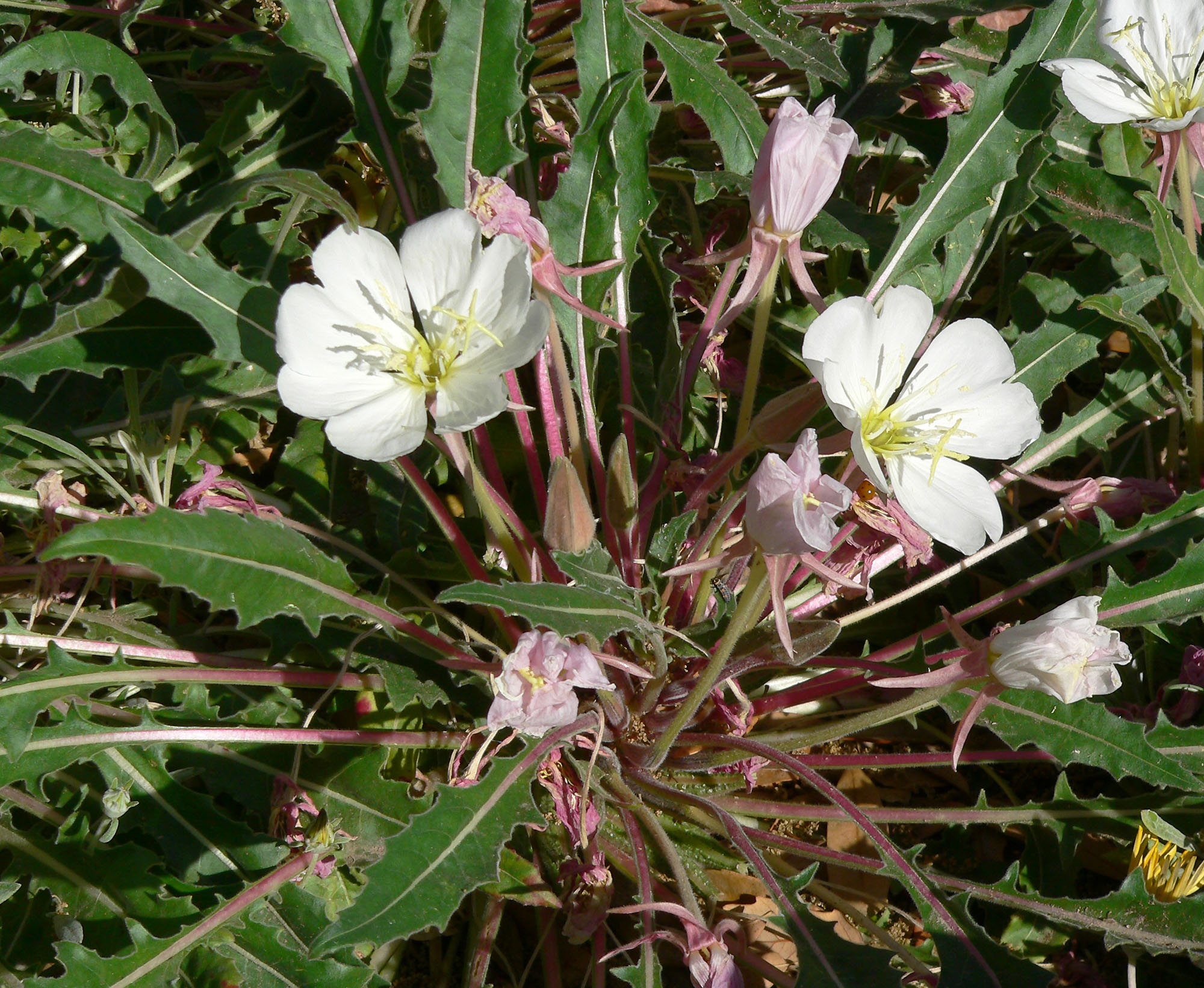
Oenothera cespitosa

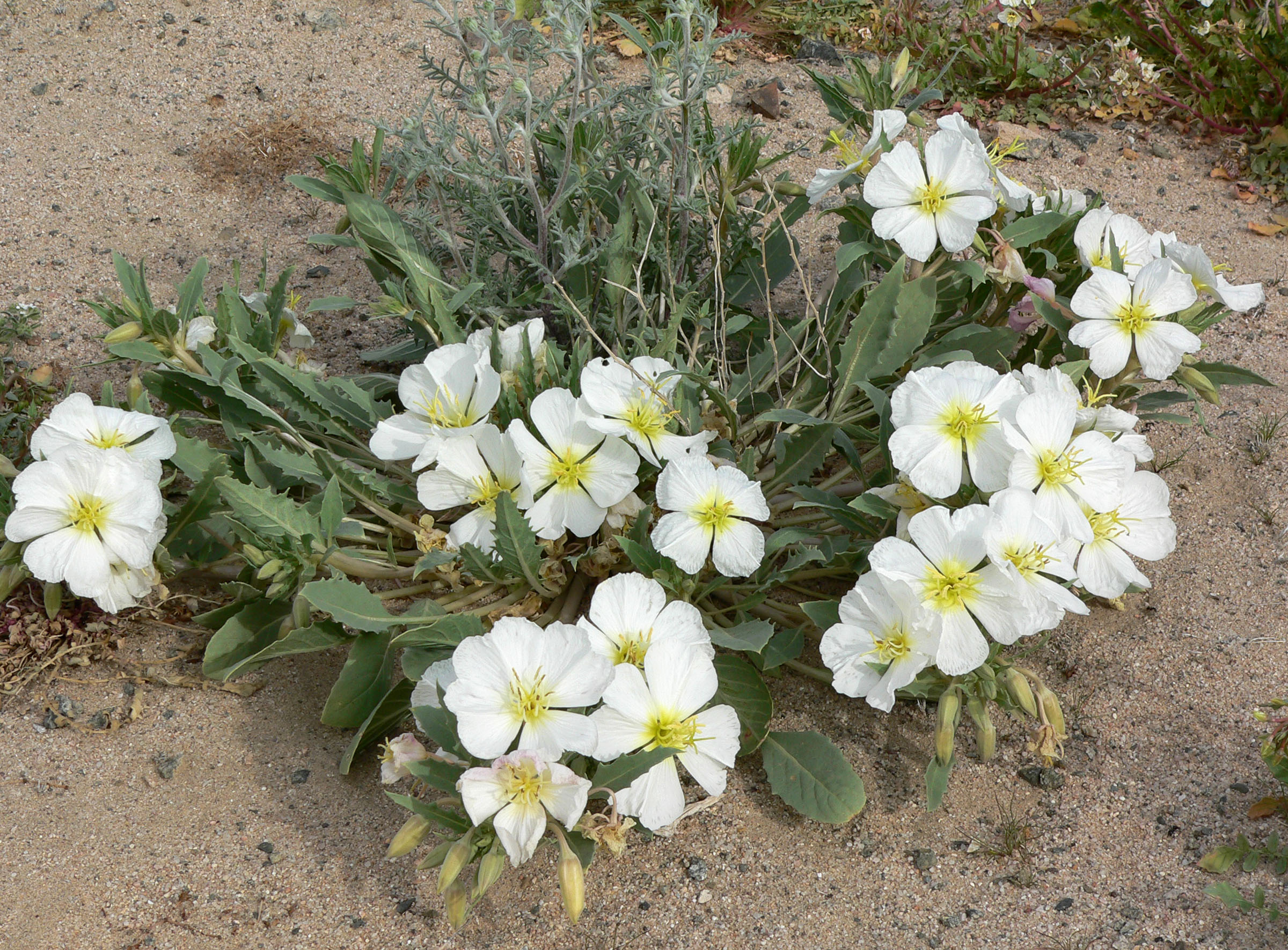
Oenothera deltoides subsp. deltoides

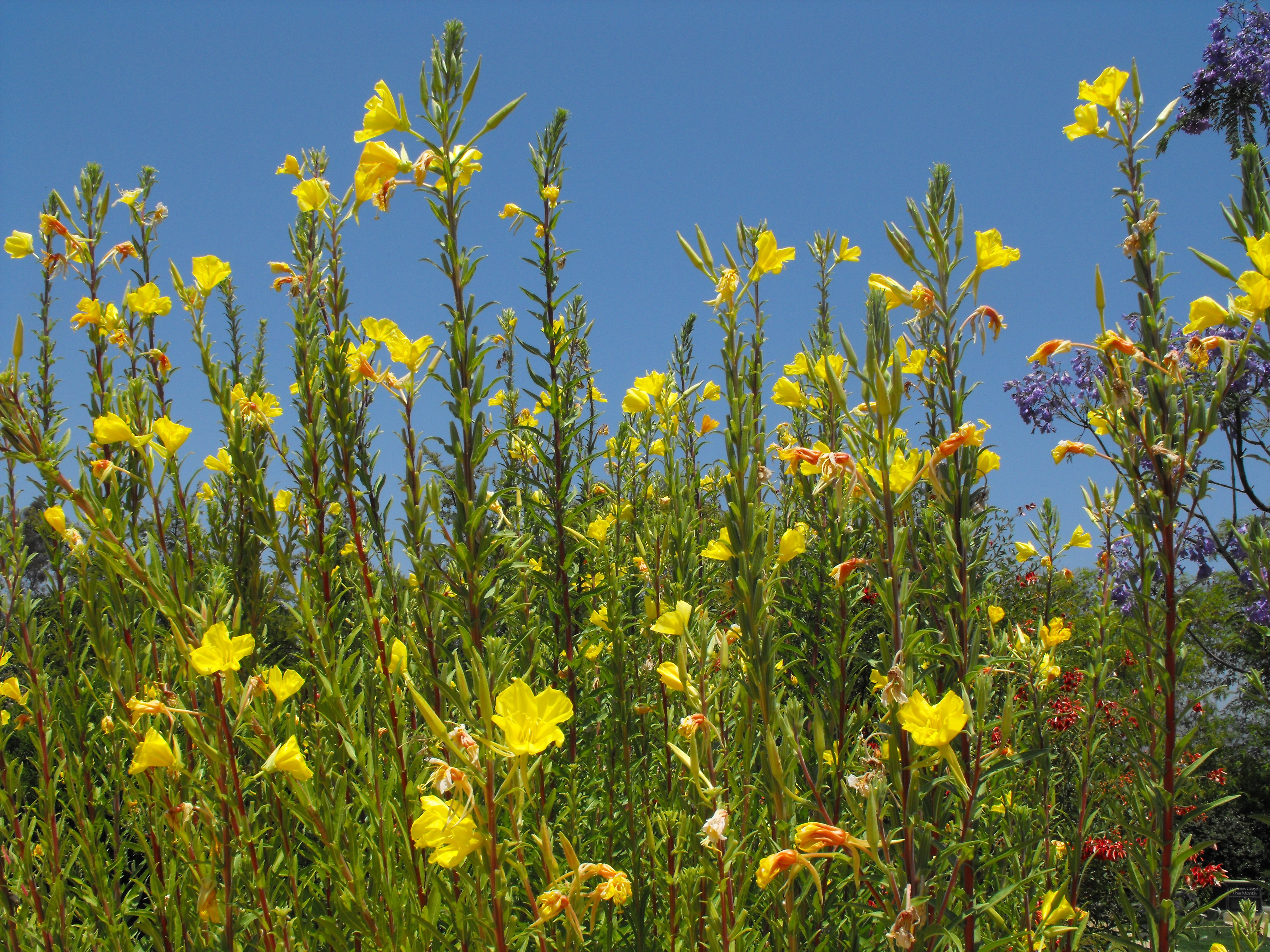
Oenothera elata

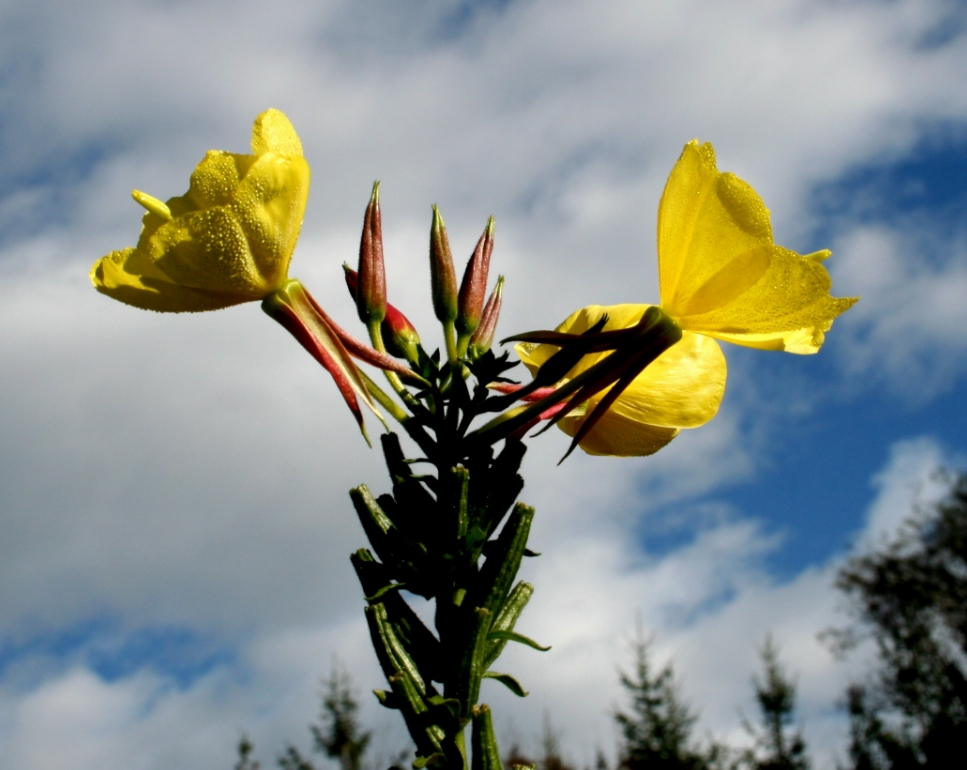
Oenothera glazioviana

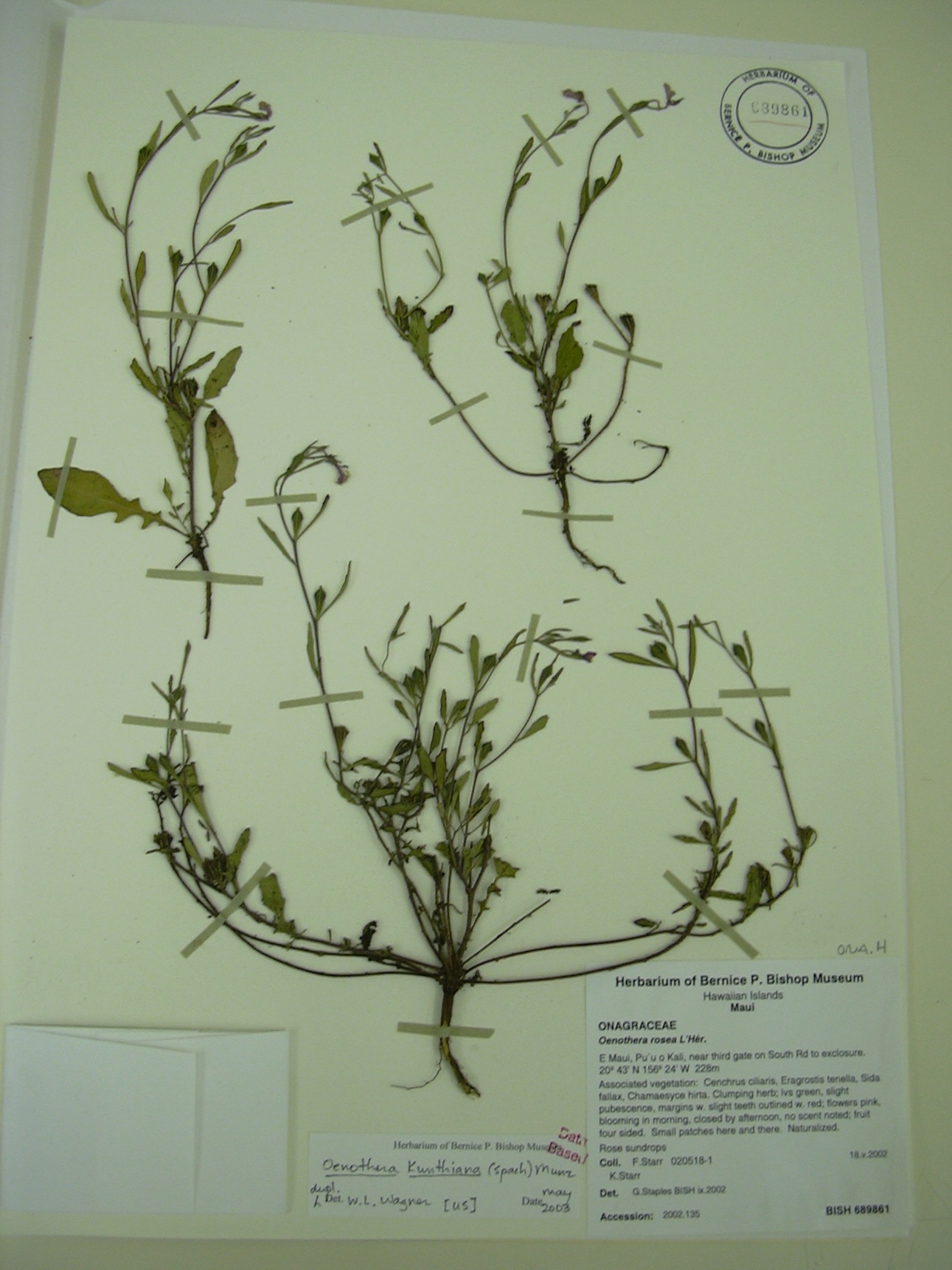
Herbarbeleg von Oenothera kunthiana

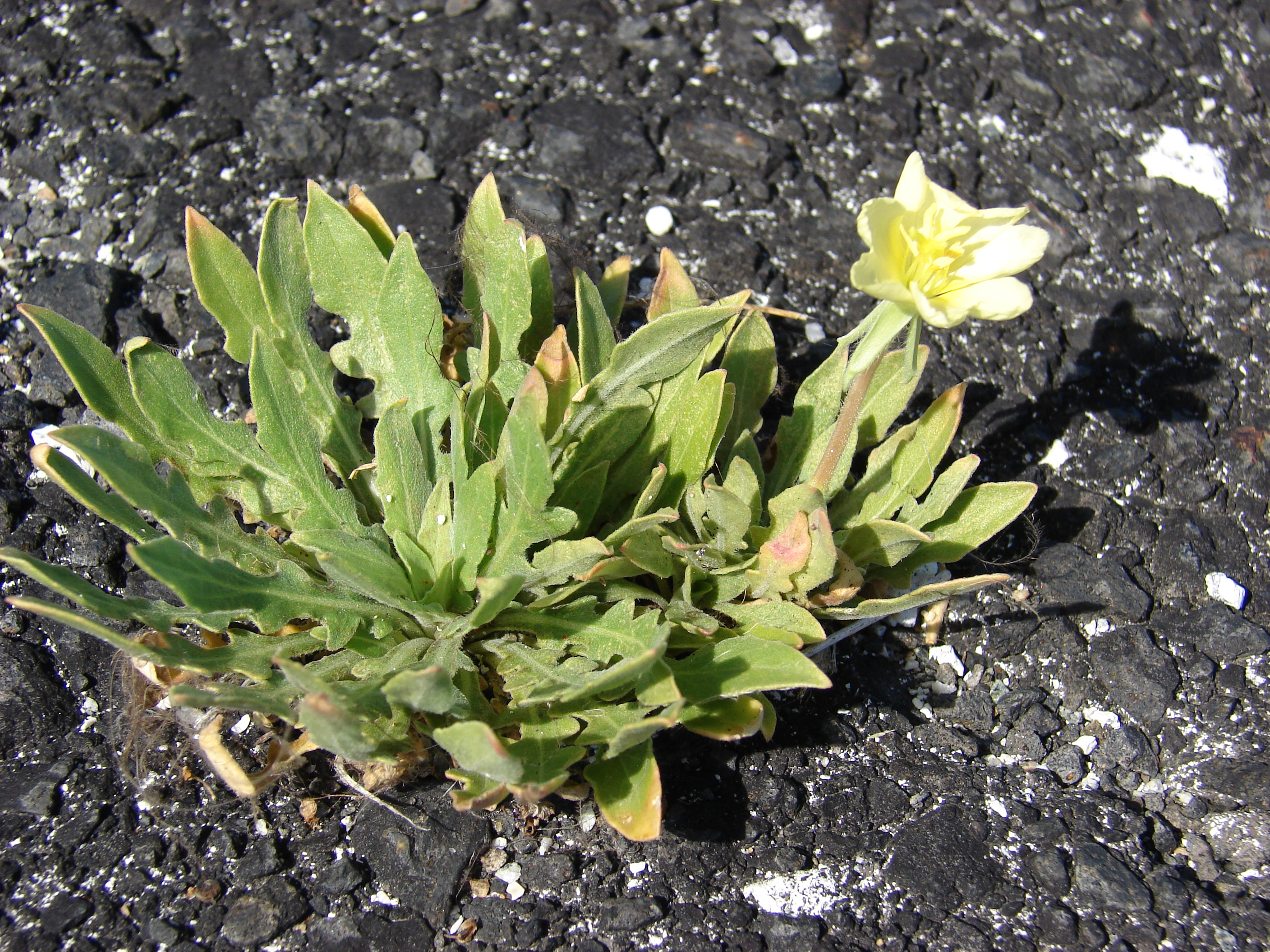
Oenothera laciniata

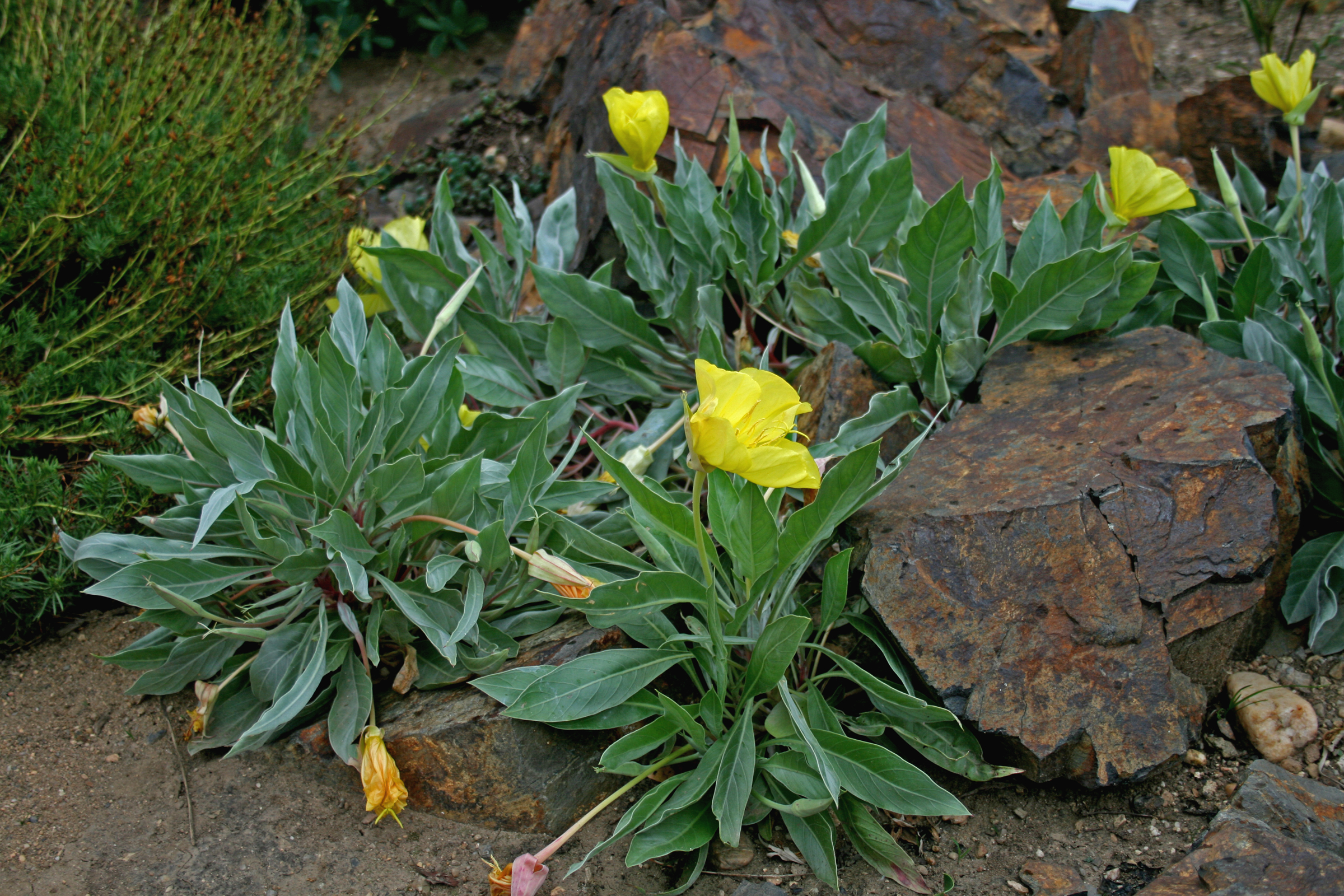
Oenothera macrocarpa

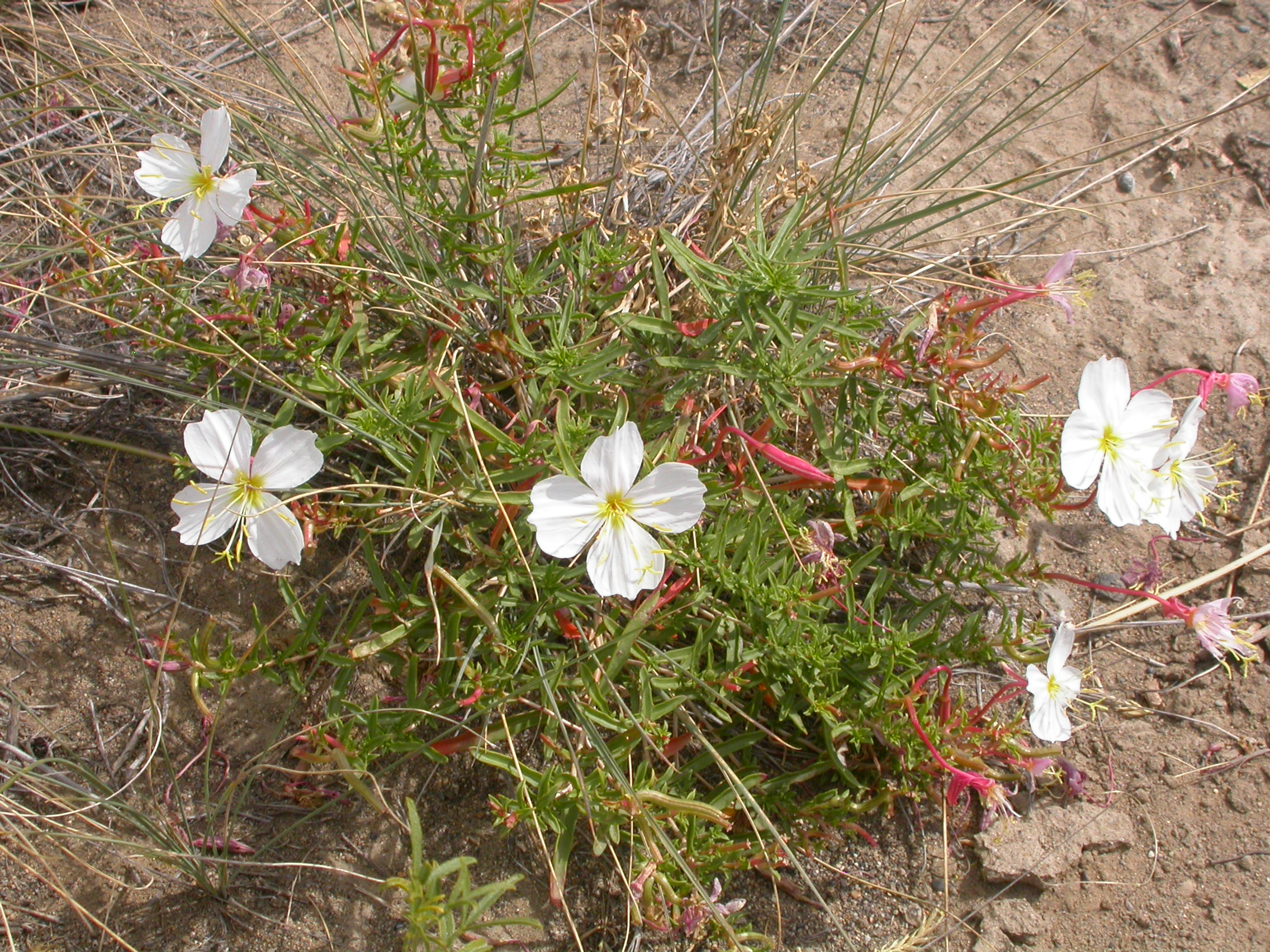
Oenothera pallida

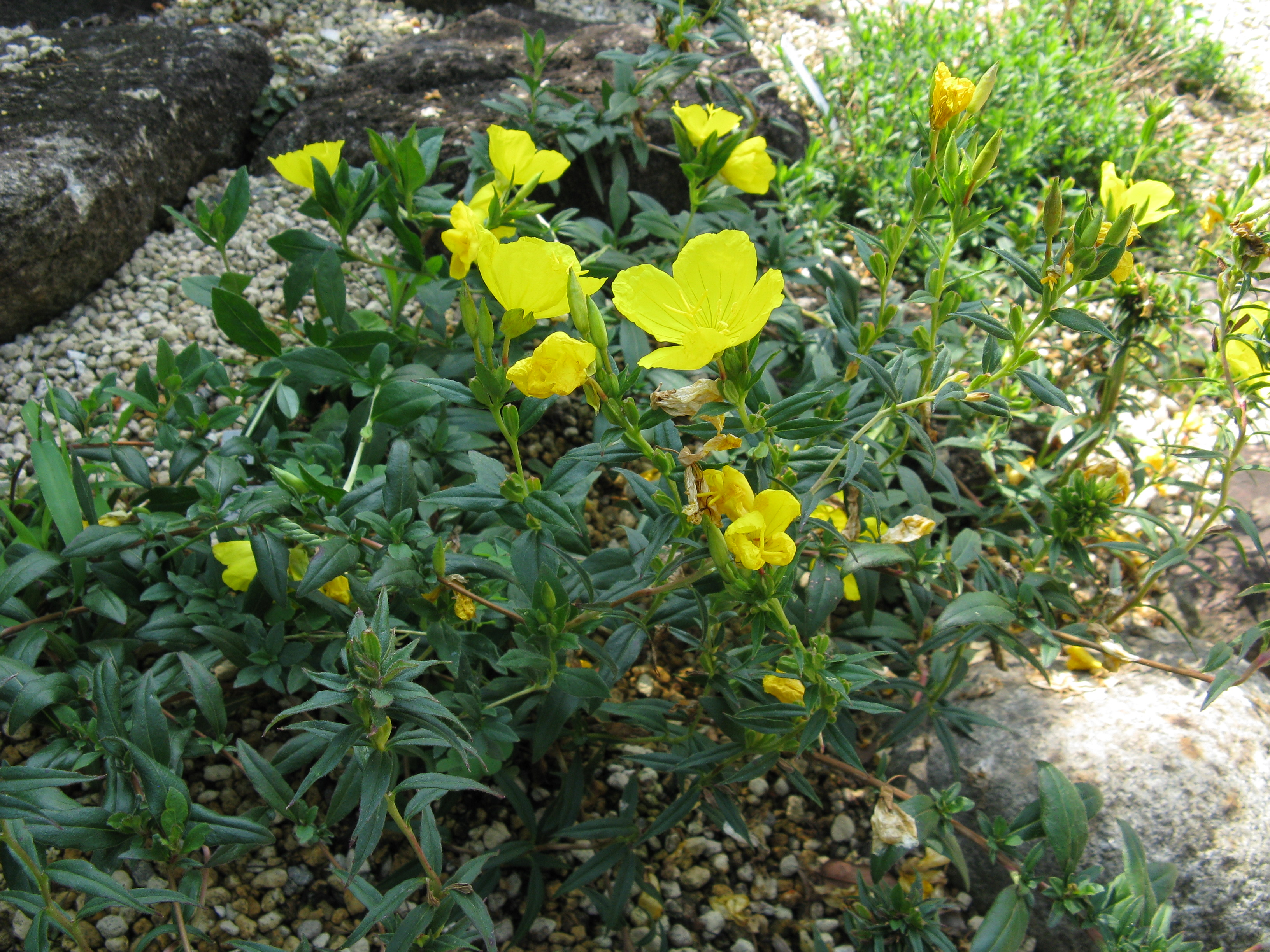
Oenothera perennis

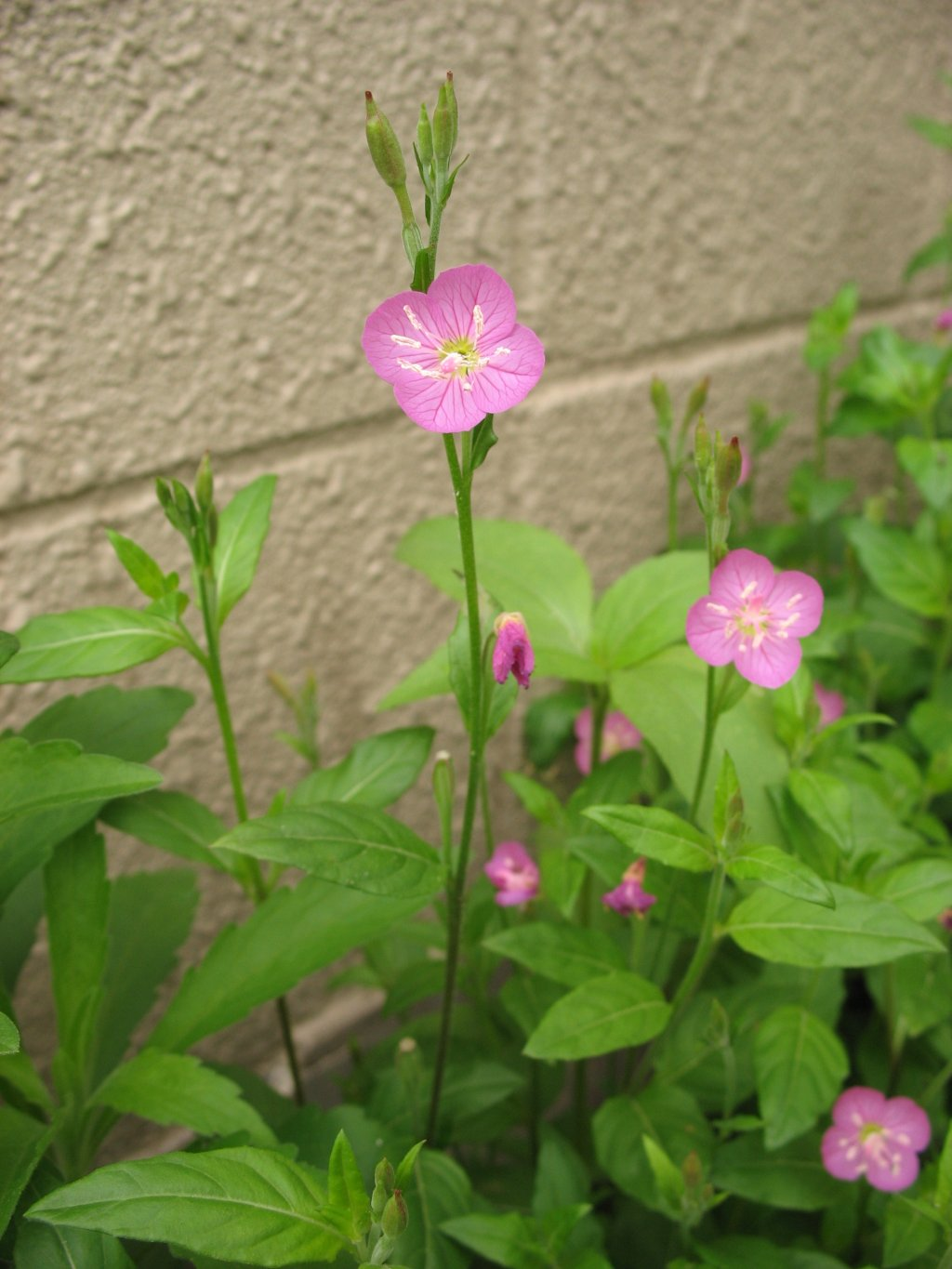
Oenothera rosea

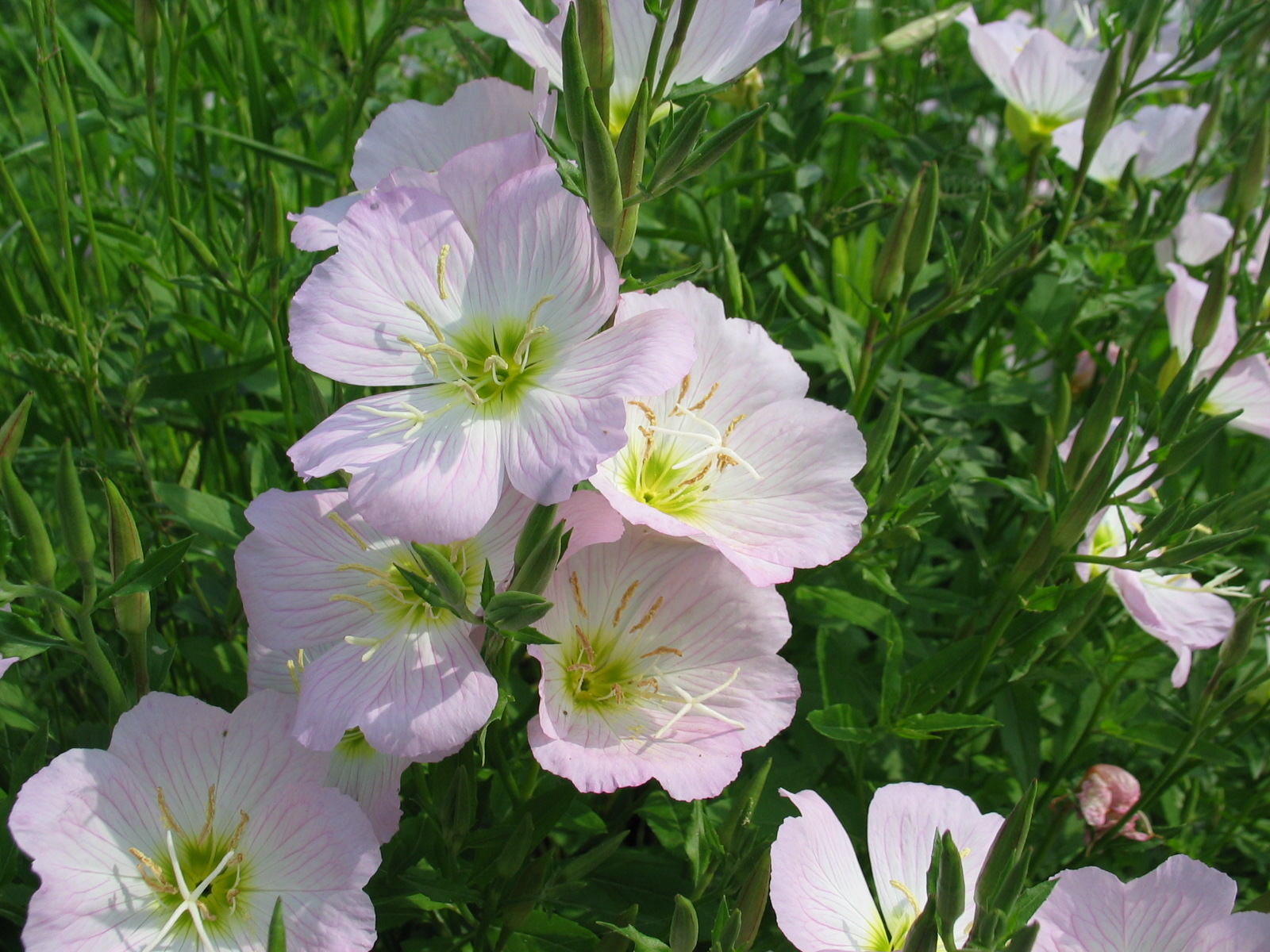
Oenothera speciosa

Die Gattung Oenothera gehört zur Tribus Onagreae in der Unterfamilie Onagroideae in der Familie der Onagraceae. Die Gattung Oenothera wird seit 2007 in 18 Sektionen gegliedert:
- Sektion Anogra (Spach) Walp.
- Sektion Calylophus (Spach) Torr. & A.Gray:
  - Untersektion Calylophus
  - Untersektion Salpingia (Torr. & A.Gray) W.L.Wagner & Hoch
- Sektion Contortae W.L.Wagner
- Sektion Eremia W.L.Wagner
- Sektion Gaura (L.) W.L.Wagner & Hoch:
  - Untersektion Campogaura (P.H.Raven & D.P.Greg.) W.L.Wagner & Hoch
  - Untersektion Gaura
  - Untersektion Gauridium (Spach) W.L.Wagner & Hoch
  - Untersektion Schizocarya (Spach) W.L.Wagner & Hoch
  - Untersektion Stenosiphon (Spach) W.L.Wagner & Hoch
  - Untersektion Stipogaura (P.H.Raven & D.P.Greg.) W.L.Wagner & Hoch
  - Untersektion Xenogaura (P.H.Raven & D.P.Greg.) W.L.Wagner & Hoch
  - Untersektion Xerogaura (P.H.Raven & D.P.Greg.) W.L.Wagner & Hoch
- Sektion Gauropsis (Torrey & Frém.) W.L.Wagner
- Sektion Hartmannia (Spach) W.L.Wagner & Hoch
- Sektion Kleinia
- Sektion Kneiffia (Spach) Walp.
- Sektion Lavauxia (Spach) Walp.:
  - Untersektion Australis W.L.Wagner & W.Dietr.
  - Untersektion Lavauxia
- Sektion Leucocoryne W.L.Wagner & Hoch
- Sektion Megapterium (Spach) Walp.
- Sektion Oenothera:
  - Untersektion Candela (W.Dietr. & W.L.Wagner) W.L.Wagner & Hoch
  - Untersektion Emersonia (Munz) W.Dietr., P.H.Raven & W.L.Wagner
  - Untersektion Munzia W.Dietr.
    - Serie: Allochroa (Fischer & Meyer) W.Dietr.
    - Serie Clelandia W.Dietr.
    - Serie Renneria (Fischer) W.Dietr.

  - Untersektion Nutantigemma W.Dietr. & W.L.Wagner
  - Untersektion Oenothera
  - Untersektion Raimannia (Rose) W.Dietr.
- Sektion Pachylophus (Spach) W.L.Wagner
- Sektion Paradoxus W.L.Wagner
- Sektion Peniophyllum
- Sektion Ravenia W.L.Wagner
- Sektion Xanthocoryne W.L.Wagner & Hoch

Zu den 120 bis 200 Nachtkerzen-Arten zählen unter anderem:
- Oenothera acaulis Cav.: Sie ist in Chile verbreitet.
- Oenothera affinis Cambess.: Sie kommt in Brasilien, Bolivien, Argentinien, Chile, Paraguay und Uruguay vor.
- Oenothera albicaulis Pursh: Sie kommt in den Vereinigten Staaten und in Mexiko vor.[5]
- Oenothera arequipensis Munz & I.M.Johnst.: Sie kommt in Peru und in Chile vor.[5]
- Shalebarren-Nachtkerze[7] (Oenothera argillicola Mackenzie): Sie kommt in den östlichen Vereinigten Staaten vor.[5]
- Oenothera bahia-blancae W.Dietr.: Sie kommt in Argentinien vor.[5]
- Gemeine Nachtkerze, Duftende Nachtkerze[7] (Oenothera biennis L. Onagra biennis (L.) Scop.): Sie ist in Nordamerika verbreitet,[5] in Europa, Vorderasien und Neuseeland ist sie ein Neophyt.
- Oenothera chicagoensis Renner ex R.E.Cleland & Blakeslee
- Oenothera clelandii W.Dietr., P.H.Raven, W.L.Wagner: Sie kommt in Kanada und in den Vereinigten Staaten vor.[5]
- Oenothera coronifera Renner
- Oenothera drummondii Hook.: Sie ist von Texas bis Mexiko verbreitet.[5]
- Oenothera fruticosa L.: Sie ist in Nordamerika verbreitet.[5]
- Rotkelchige Nachtkerze[7] oder Rotgestreifte Nachtkerze (Oenothera glazioviana Micheli, Syn.: Oenothera erythrosepala (Borbás) Borbás, Oenothera lamarckiana auct., Oenothera blandina de Vries, Oenothera gigas de Vries, Onagra erythrosepala Borbás): Die Heimat ist unbekannt und sie ist weltweit ein Neophyt.[5]
- Großblütige Nachtkerze[7] (Oenothera grandiflora L'Hér.): Sie kommt in den südöstlichen Vereinigten Staaten vor.[5]
- Oenothera grandis (Britton) Smyth: Sie kommt in den Vereinigten Staaten und in Mexiko vor.[5]
- Oenothera heterophylla Spach: Sie kommt in den südlichen Vereinigten Staaten vor.[5]
- Oenothera issleri Renner
- Schlitzblättrige Nachtkerze[7] (Oenothera laciniata Hill, Syn.: Oenothera sinuata L.): Sie kommt in den Vereinigten Staaten und in Mexiko vor.[5]
- Oenothera linifolia Nutt.: Sie kommt in den Vereinigten Staaten vor.[5]
- Oenothera longiflora L.
- Missouri-Nachtkerze[7] (Oenothera macrocarpa Nutt.): Sie ist von den USA bis Mexiko verbreitet.[5]
- Oenothera nutans G.F.Atk. & Bartlett: Sie kommt in Kanada und in den Vereinigten Staaten vor.[5]
- Sand-Nachtkerze (Oenothera oakesiana (A.Gray) J.W.Robbins ex S.Watson & Coult., Syn.: Oenothera ammophila Focke, Oenothera syrticola Bartlett nom. nud.): Sie ist in Nordamerika verbreitet und in vielen gemäßigten Gebieten der Welt ein Neophyt.[5]
- Oenothera pallida Lindl.: Sie kommt in den Vereinigten Staaten vor.[5]
- Kleinblütige Nachtkerze[7] (Oenothera parviflora L., Syn.: Oenothera atrovirens Shull & Bartlett): Sie ist in Nordamerika verbreitet und in vielen gemäßigten Gebieten der Welt ein Neophyt.[5]
- Oenothera perennis L.: Sie ist von Kanada bis in die USA verbreitet.[5]
- Oenothera pilosella Raf.: Sie kommt in Kanada und in den Vereinigten Staaten vor.[5]
- Oenothera renneri H.Scholz
- Oenothera rhombipetala Nutt. ex Torr. & A.Gray: Sie kommt in den Vereinigten Staaten vor.[5]
- Oenothera rosea L’Hér. ex Aiton: Sie ist von Texas über Mexiko über Zentral- bis ins westliche Südamerika verbreitet und in vielen gemäßigten Gebieten der Welt ein Neophyt.[5]
- Oenothera rubricuspis Renner
- Oenothera silesiaca Renner
- Oenothera speciosa Nutt.: Sie ist von den USA bis Mexiko verbreitet.[5]
- Oenothera stricta Ledeb. ex Link: Sie ist in Argentinien und Chile verbreitet und in vielen Gebieten der Welt ein Neophyt.[5]
- Oenothera stucchii Soldano[8]
- Oenothera tetraptera Cav.: Sie ist in Mexiko verbreitet.[5]
- Oenothera triloba Nutt.: Sie ist in den USA verbreitet.[5]
- Oenothera villosa Thunb. (Syn.: Oenothera canovirens E.Steele, Oenothera cheradophila Bartlett, Oenothera strigosa (Rydb.) Mack. & Bush, Oenothera strigosa subsp. canovirens (E.Steele) Munz, Oenothera strigosa subsp. cheradophila (Bartlett) Munz, Oenothera baurii Boedijn, Oenothera depressa Greene, Oenothera hungarica Borbás): Sie ist in Nordamerika verbreitet und in vielen Gebieten der Welt ein Neophyt.[5]
- Täuschende Nachtkerze oder Trügerische Nachtkerze[7] (Oenothera ×fallax O.Renner = Oenothera biennis × Oenothera glazioviana)
- Oehlkers' Nachtkerze (Oenothera ×oehlkersii Kappus ex Rostański = Oenothera biennis × Oenothera glazioviana)

## Verwendung

### Verwendung als Nahrungsmittel
Die Pfahlwurzel der Nachtkerze, wegen ihrer weiß-rosa Färbung am oberen Ende auch "Schinkenwurzel" oder "Schinkenkraut" genannt, kann im ersten Jahr ab Oktober geerntet und als Gemüse verzehrt werden. Dabei darf die Pflanze keine Blüten ansetzen, da die Wurzel sonst verholzt. Man bereitet sie wie Schwarzwurzeln zu. Früher war der Anbau von Nachtkerzen sehr verbreitet, da das stärkehaltige Wildkraut als Fleischersatz diente. Im Frühling können die Blätter für Salate gepflückt, oder wie Spinat zubereitet werden. Die essbaren Blüten finden auch als Dekoration für Salate Verwendung. Als Speisepflanze ist sie auch unter den Namen Rapontika, Rapunzelsellerie oder gelbe Rapunzel bekannt.
Viele Oenothera-Arten wurden und werden in der Volksmedizin genutzt. Pharmakologische Untersuchungen bestätigen je nach Art unterschiedliche medizinische Wirkungen.

### Verwendung als Heilpflanze
Als Heilpflanze ist die Nachtkerze vor allem bei den indigenen Einwohnern Nordamerikas schon lange bekannt: Sie nutzten sie zur Linderung von Hautausschlägen oder Frauenleiden. Die Samen der Nachtkerze enthalten mehrfach ungesättigte Fettsäuren, Vitamin E, daneben 60 bis 80 Prozent Linolsäure sowie ca. 9 Prozent Gamma-Linolensäure. Die Gamma-Linolensäure ist eng verwandt mit der Arachidonsäure, welche eine zentrale Rolle bei Entzündungsprozessen spielt.
Die Nachtkerzenöle werden durch Kaltpressung der Samen gewonnen. Für ein Gramm Öl werden ca. 10.000 Samen benötigt. Nachtkerzenöl hat sich vor allem zur Behandlung entzündlicher Hauterkrankungen wie Neurodermitis bewährt. Äußerlich angewendet wirkt es entzündungshemmend und juckreizmindernd. In Form von Kapseln nimmt man es zur Vorbeugung von Arterienverkalkung, bei Allergien, Arthritis sowie bei Darmerkrankungen ein. Ein Tee aus getrockneten Blättern hilft bei Durchfall, Magen-Darm- und Verdauungsbeschwerden.
Nach einer Metaanalyse von über 27 Studien zur Wirksamkeit von Nachtkerzenöl kommt die Cochrane Collaboration 2013 zur abschließenden Bewertung, dass sowohl Nachtkerzenöl als auch das ebenfalls Gamma-Linolensäure-reiche Borretschöl bei oraler Einnahme keinerlei über einen Placeboeffekt hinausreichende Wirkung auf Ekzeme hat.

### Verwendung in der Kosmetik
Nachtkerzenöle finden aufgrund ihrer Wirkungen auch Verwendung als Wirkstoffe und Additive in Kosmetikartikeln, speziell in Hautcremes. Die Inhaltsstoffe wirken hier vor allem bei reizempfindlicher Haut beruhigend und können dementsprechend vor allem bei trockener, schuppiger und juckender Haut pharmazeutisch verwendet werden.